# Friedrich-Ebert-Siedlung
La Friedrich-Ebert-Siedlung (letteralmente: «insediamento Friedrich Ebert») è un complesso residenziale di Berlino, sito nel quartiere del Wedding.
Fu costruito negli anni della Repubblica di Weimar nello stile della «nuova oggettività», su progetto urbanistico degli architetti Mebes ed Emmerich, a cui si aggiunse l'architetto Taut per il progetto edilizio. In considerazione della sua importanza storica e architettonica, il complesso è posto sotto tutela monumentale (Denkmalschutz).

## Storia
L'area su cui oggi sorge il complesso residenziale era originariamente adibita ad attività agricole. Nel 1895 venne progettata una rete di strade in previsione di una prossima urbanizzazione.
L'area rimase tuttavia inedificata fino a dopo la prima guerra mondiale; dopo alcune incertezze, nel 1928 il terreno venne acquistato dalla società immobiliare Spar- und Bauverein Eintracht, che incaricò gli architetti Mebes ed Emmerich di stendere un piano urbanistico basato su edificazioni in linea, secondo lo stile della «nuova oggettività» allora in voga.
La progettazione degli edifici fu affidata agli stessi Mebes ed Emmerich solo per la metà nord-orientale del complesso (fra la Togostraße e la Müllerstraße); la metà sud-occidentale (fra la Togostraße e la Windhuker Straße) fu progettata da Bruno Taut, che introdusse alcune modifiche aumentando la distanza fra gli edifici. I lavori iniziarono nel 1929 e si conclusero nel 1931.
Durante il periodo nazionalsocialista la Friedrich-Ebert-Siedlung fu affiancata dal lato verso il centro da un nuovo complesso residenziale nello stile tradizionalista propagandato dal nuovo regime; i nuovi edifici furono disposti in modo da nascondere alla vista, per quanto possibile, i precedenti edifici in stile moderno.
Durante la seconda guerra mondiale alcuni edifici della Friedrich-Ebert-Siedlung furono danneggiati dai bombardamenti; gli interventi di riparazione del dopoguerra furono talvolta poco rispettosi dell'architettura originaria e introdussero alcune modifiche, fra cui la sostituzione degli intonaci colorati studiati da Taut con un intonaco grigio.

## Caratteristiche
Il complesso occupa un'area posta sul lato sinistro della Müllerstraße, il grande asse stradale che dal centro di Berlino conduce verso Tegel e Hennigsdorf.
È caratterizzato dalla ripetizione di case in linea parallele, alte quattro piani, per un totale di 1 849 appartamenti. Tale tipologia edilizia all'epoca stava conoscendo una grande diffusione, perché consentiva di ottenere case ben soleggiate ed aerate con una spesa relativamente bassa.
Le case in linea sono spesso connesse a brevi corpi di fabbrica perpendicolari posti alle testate, che formano spazi interni dal carattere di corti alberate. Lungo la Müllerstraße sono posti degli edifici a un solo piano che ospitano negozi.

### Fonti
- Lorenzo Spagnoli, Berlino. XIX-XX secolo, Bologna, Zanichelli, 1993,  p. 161, ISBN 88-08-14174-8.
- (DE) Heinz Johannes, Neues Bauen in Berlin, Berlino, Deutscher Kunstverlag, 1931,  p. 85, ISBN non esistente, IDN 361004168.
- (DE) Rolf Rave e Hans-Joachim Knöfel, Bauen seit 1900 in Berlin, Berlino (Ovest), Kiepert, 1968,  scheda 217, ISBN non esistente, IDN 457887206.
- (DE) Maria Berning et al., Berliner Wohnquartiere. Ein Führer durch 60 Siedlungen in Ost und West, 2ª ed., Berlino, Reimer, 1994,  pp. 148-151, ISBN 3-496-01112-2.
- (DE) Doris Mollenschott, Friedrich-Ebert-Siedlung, in Martin Wörner et al. (a cura di), Architekturführer Berlin, 6ª ed., Berlino, Reimer, 2001,  p. 150, ISBN 3-496-01211-0.
- (DE, EN) Winfried Brenne, Friedrich-Ebert-Siedlung, in Bruno Taut. Meister des farbigen Bauens in Berlin, 3ª ed., Berlino, Braun, 2013,  pp. 152-155, ISBN 978-3-03768-133-6.

### Testi di approfondimento
- (DE) Monatshefte für Baukunst und Städtebau, fascicolo 16, 1931,  pp. 429 ss.
- (DE) Zentralblatt für das deutsche Baugewerbe, fascicolo 28, 1931,  p. 174.
- (DE) S. Zwim, Berliner Siedlungen von Mebes und Emmerich, in Moderne Bauformen, fascicolo 30, 1931,  p. 303, 308-309.
- (DE) Die Friedrich-Ebert-Siedlung in Berlin, in Monatshefte für Baukunst und Städtebau, n. 16, 1932,  pp. 429-435, 458.
- (DE) D. Machule, Die Wohngebiete 1919–1945, in Architekten- und Ingenieur-Verein zu Berlin (a cura di), Berlin und seine Bauten IV A - Wohnungsbau. Voraussetzungen, Entwicklungen der Wohngebiete, Berlino, Ernst, 1970, ISBN 3-433-00302-5.
- (DE)  Edina Meyer, Paul Mebes. Miethausbau in Berlin 1906-1938, Berlino (Ovest), 1972, pp. 131–133.
- (DE)  Friedrich Mielke, Studie über den Berliner Wohnungsbau 1914-1933, in Jahrbuch für die Geschichte Mittel- und Ostdeutschlands, n. 21, 1972, pp. 239, 244-245
- (DE) Architekten- und Ingenieur-Verein zu Berlin (a cura di), Berlin und seine Bauten IV B - Wohnungsbau. Die Wohngebäude, Mehrfamilienhäuser, Berlino (Ovest), Ernst, 1974,  pp. 374-376, ISBN 9783433006641.
- (DE)  Kurt Junghanns, Bruno Taut 1880-1938, Berlino (Est), 1983, pp. 81–82
- (DE) Karen Albert (a cura di), Der Wedding im Wandel der Zeit, Berlino (Ovest), edito dal Bezirksamt Wedding, Abt. Bauwesen, 1985, ISBN 3-925024-01-8.
- (DE)  Karl-Heinz Hüter, Architektur in Berlin 1900-1933, Dresda, 1987, pp. 181–184
- (DE)  Andrea Lefévre, Die Friedrich-Ebert-Siedlung, in Geschichtslandschaft, 1990, pp. 433–445
- (DE) Jörg Müller, Die Friedrich-Ebert-Siedlung in Berlin-Wedding. Zur Bau und Planungsgeschichte eines Wohngebiets der zwanziger Jahre, in Arbeitshefte des Instituts für Stadt- und Regionalplanung Technische Universität Berlin, fascicolo 52, Berlino, 1995, ISSN 0341-1125 (WC · ACNP).
- (DE)  Kurt Junghanns, Bruno Taut 1880-1938. Architektur und sozialer Gedanke, 3ª edizione, Lipsia, 1998, pp. 85–86
- (DE)  Dehio, Berlin, 2000, p. 482
- (DE)  Günter Reimann, Die Friedrich-Ebert-Siedlung, in Berlin. Denkmalschutz und Denkmalpflege, Berlino, 2001, pp. 54–55.
- (DE) Birgit Willmann, Die Freiräume der Friedrich-Ebert-Siedlung in Berlin: Retrospektive und Perspektiven, in Die Gartenkunst, n. 21, febbraio 2009,  pp. 311-322, ISSN 0935-0519 (WC · ACNP).